# رودريغو جارا
رودريغو جارا (بالإسبانية: Rodrigo Jara)‏ هو لاعب كرة قدم تشيلي في مركز ظهير ‏، ولد في 9 أبريل 1985 في San Vicente de Tagua Tagua ‏ في تشيلي. لعب مع أرتورو فرنانديز فيال ولاسيرينا ونادي أونيفرسيداد دي تشيلي.

## وصلات خارجية
- رودريغو جارا على موقع قاعدة بيانات كرة القدم.إي يو (الإنجليزية)
- رودريغو جارا على موقع Soccerway.com (الإنجليزية)
- رودريغو جارا على موقع عالم كرة القدم.نت (الإنجليزية)